# Ngliron
Ngliron is een bestuurslaag in het regentschap Blora van de provincie Midden-Java, Indonesië. Ngliron telt 2849 inwoners (volkstelling 2010).